# Josef Durm

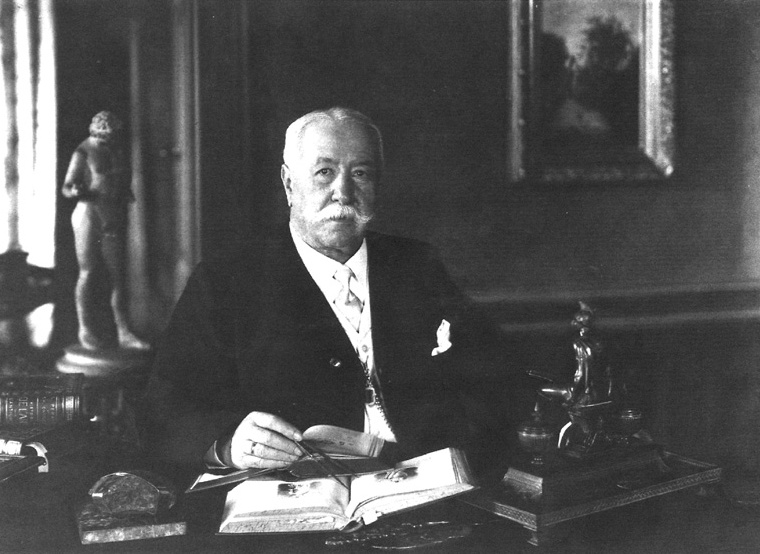
Josef Durm, 1903

Josef Wilhelm Durm (* 14. Februar 1837 in Karlsruhe; † 3. April 1919 ebenda) war ein deutscher Architekt des Historismus, Bauforscher, Baubeamter und Hochschullehrer.

## Leben
Josef Durm war Sohn des Schneidermeisters Philipp Durm und dessen Frau Katharina, geborene Singer. Er studierte Architektur in Karlsruhe, wo er Mitglied des Corps Bavaria wurde. Zu seinen akademischen Lehrern gehörten Friedrich Theodor Fischer und Heinrich Lang. 1860 legte er bei Heinrich Hübsch die Staatsprüfung ab. 1862–64 arbeitete er im Baubüro von Konrad Kraus in Mainz, danach erfolgte die Aufnahme in den badischen Staatsdienst. Ein Staatsstipendium erlaubte ihm 1866/67 einen ausgedehnten Studienaufenthalt in Italien. Auf der Rückreise besuchte er die Weltausstellung in Paris. 1868 wurde er Professor für Architektur an der Technischen Hochschule Karlsruhe, an der er bis zu seinem Tod lehrte. 1877 wurde er zum Baurat, 1883 zum Oberbaurat ernannt. Ab 1887 war Durm als Baudirektor, ab 1894 als Oberbaudirektor bis 1902 der oberste Baubeamte im  Großherzogtum Baden.

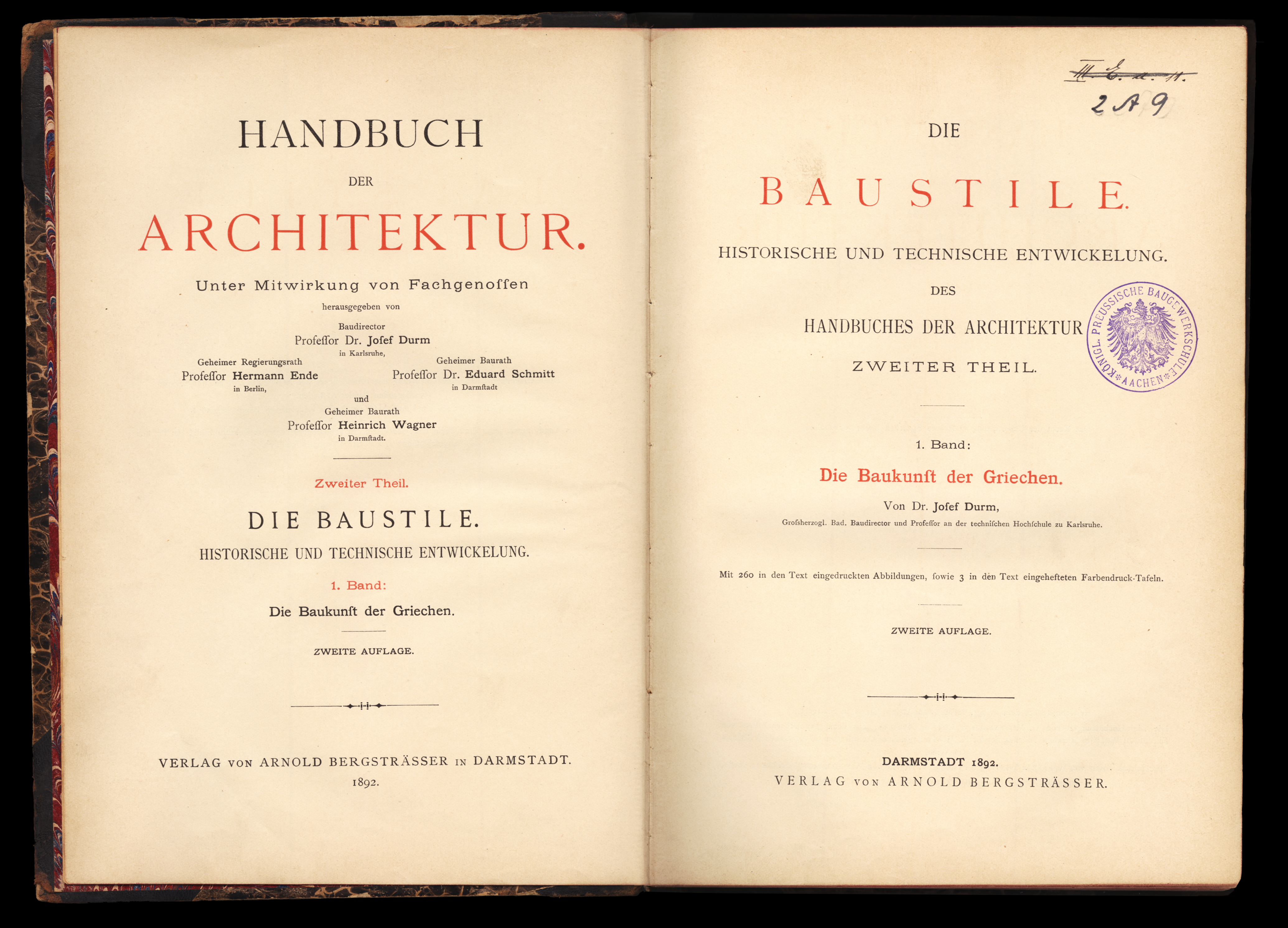
Frontispiz und Titelblatt eines Werkes der Reihe „Handbuch der Architektur“.

Daneben beschäftigte sich Durm mit der archäologischen Bauforschung und war Mitherausgeber des Handbuchs der Architektur, in welchem er die Bände Die Baukunst der Griechen (1881), Die Baukunst der Etrusker – Die Baukunst der Römer (1885) sowie Die Baukunst der Renaissance in Italien (1903) verfasste. Formen der Renaissance und des Frühbarocks bestimmten seine eigene Entwurfstätigkeit. Mit dem Aufkommen der modernen Architektur verlor Durms Historismus im 20. Jahrhundert an Ansehen. Zahlreiche seiner Bauten wurden abgerissen oder vereinfachend um- bzw. nach Kriegsschäden wiederaufgebaut.
Sein umfangreicher Briefwechsel mit seinem griechischen Schüler Aristoteles Zachos vermittelt einen instruktiven Einblick in die Karlsruher Architekturszene des beginnenden 20. Jahrhunderts.

## Nachlass
Ein Teil von Durms Nachlass befindet sich im Deutschen Kunstarchiv im Germanischen Nationalmuseum in Nürnberg.

## Familie
Josef Durm ist der Vater des Arztes und Malers Leopold Durm.

## Bauten
(unter Durms Federführung)
- Baden-Baden

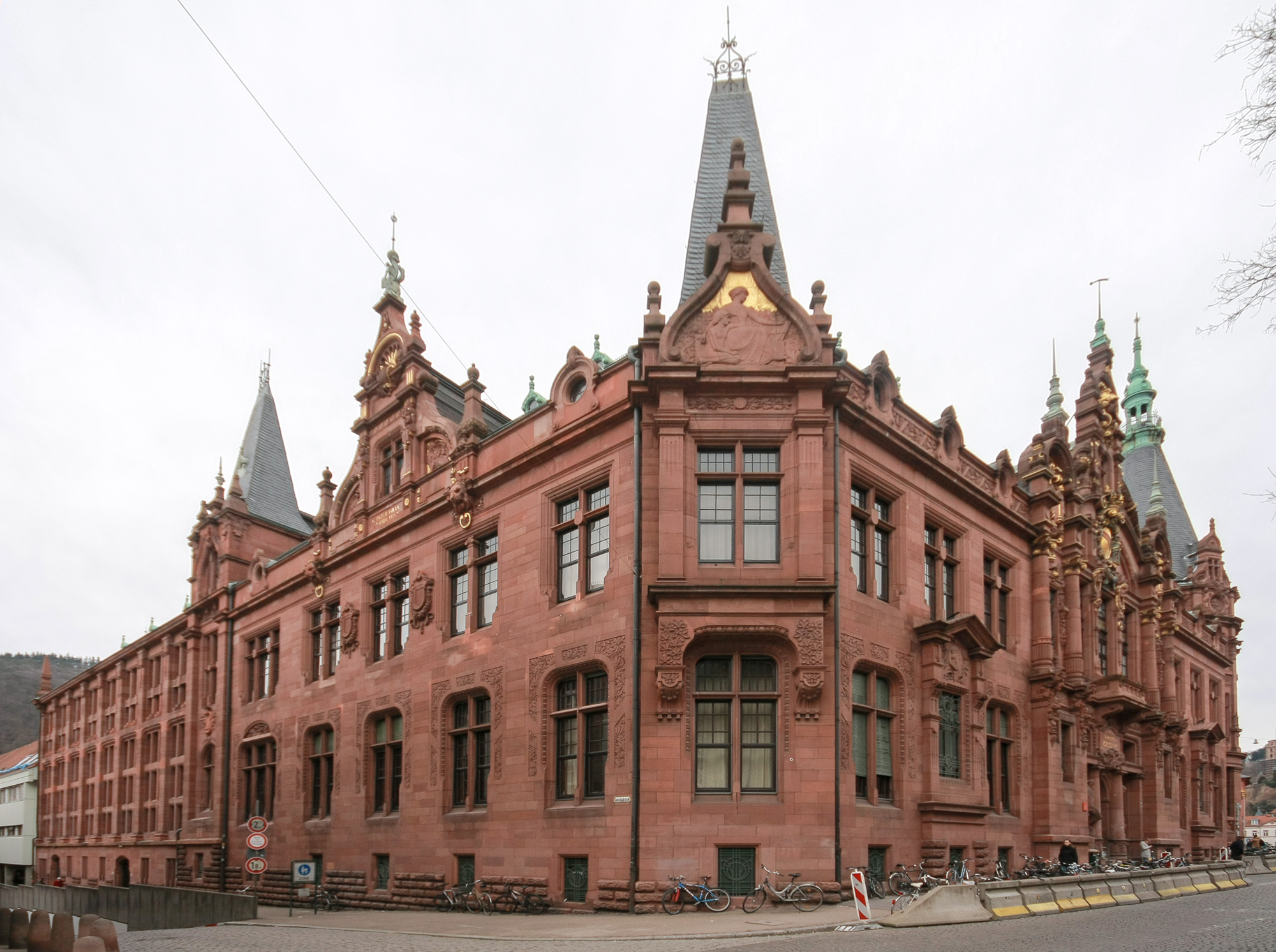
Universitätsbibliothek Heidelberg

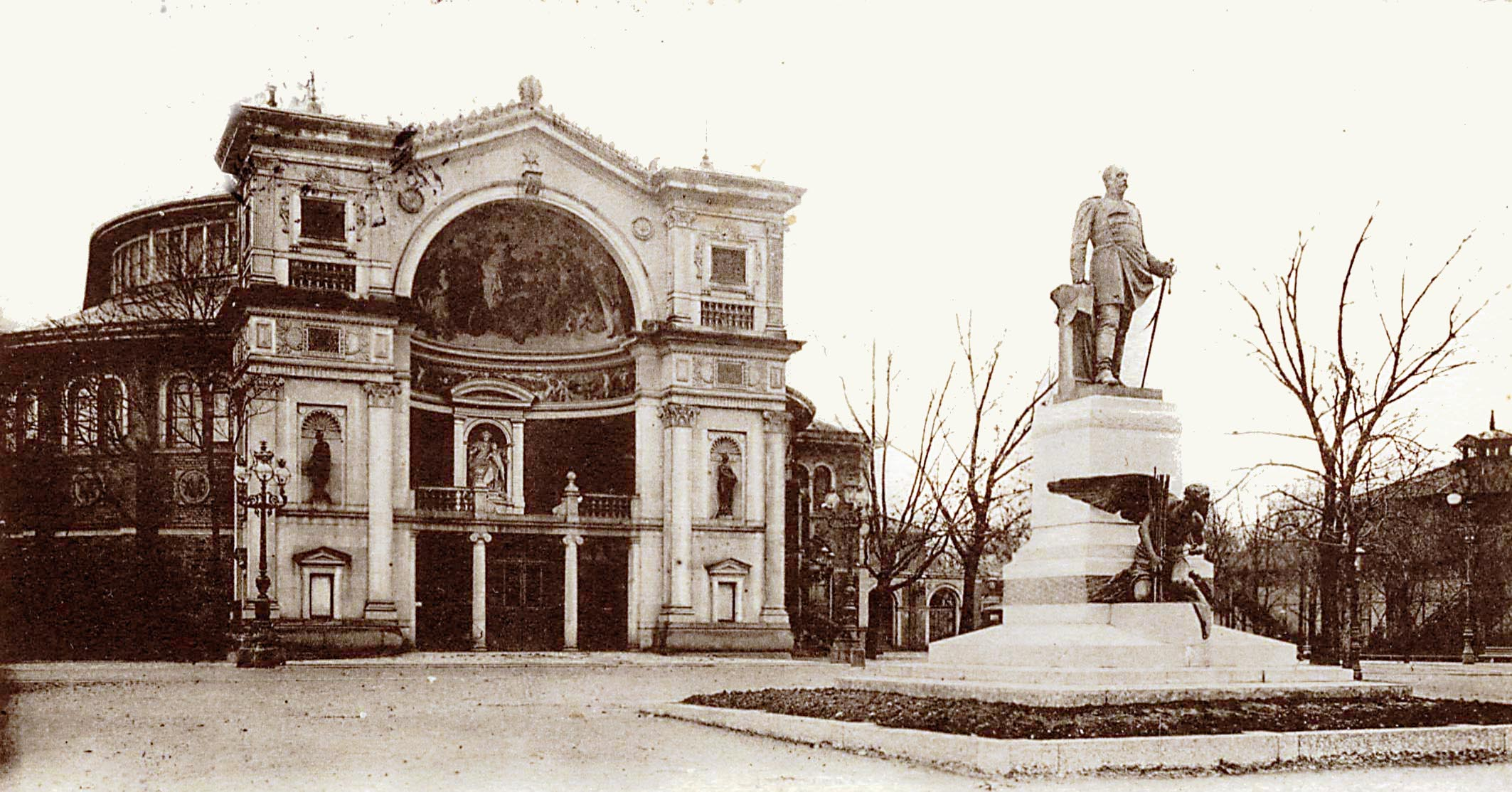
Festhalle Karlsruhe

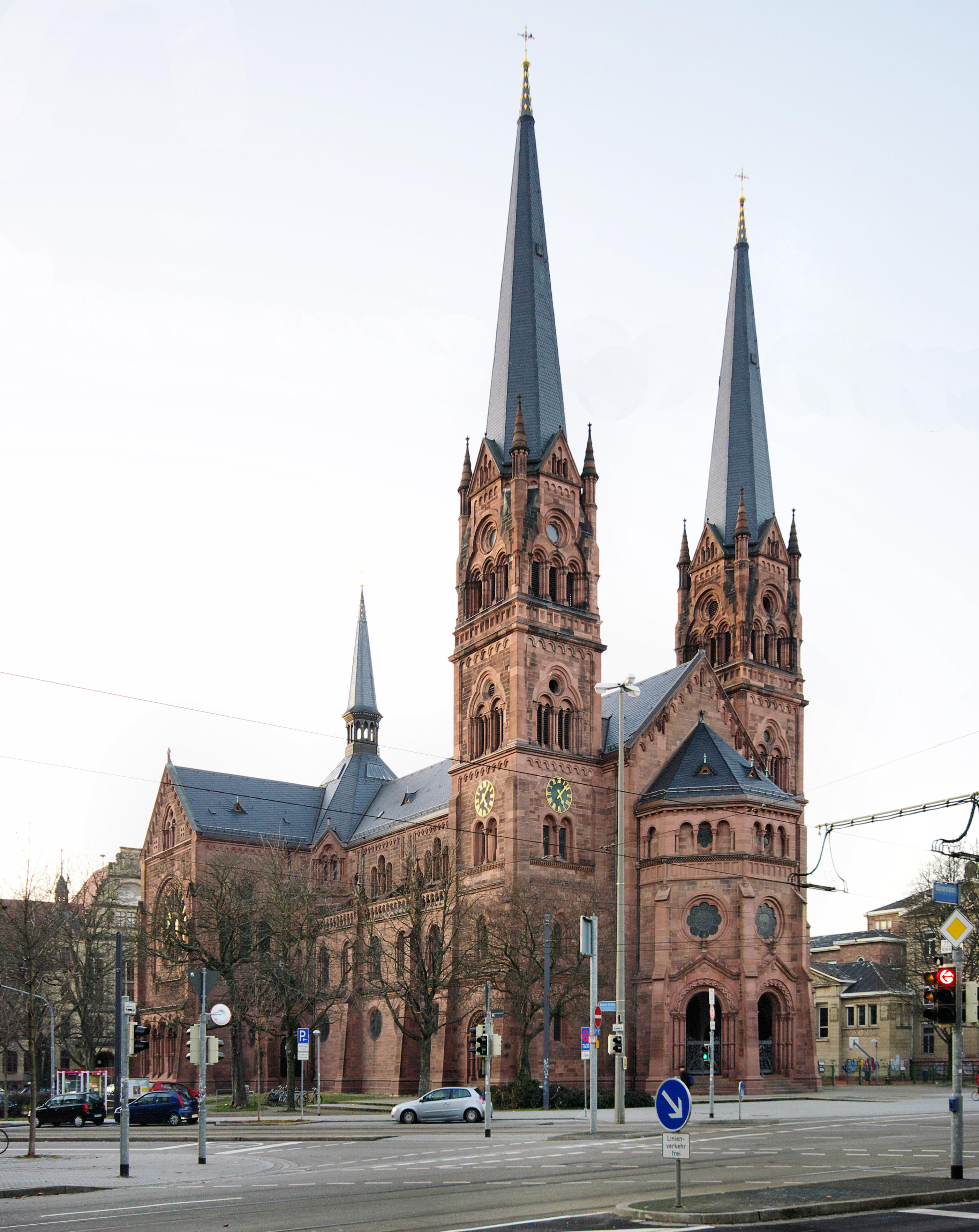
Johanneskirche Freiburg

  - Kaiserin-Augusta-Bad (1893; in Zusammenarbeit mit dem Bildhauer Karl Friedrich Moest; 1962 abgerissen)
  - Landesbad (1890)
- Freiburg im Breisgau
  - Katholische Pfarrkirche St. Johann
  - Friedrich-Gymnasium
  - Chemisches Institut der Universität (1882; im Zweiten Weltkrieg zerstört)
  - Physikalisches und physiologisches Institut der Universität (1890; im Zweiten Weltkrieg zerstört)
- Heidelberg
  - Provisorische Festhalle
  - Alte Universität, Alte Aula
  - Altklinikum der Universität in Heidelberg-Bergheim
  - Kurfürst-Friedrich-Gymnasium
  - Universitätsbibliothek
- Karlsruhe
  - Hauptfriedhof (1873)
  - Synagoge in der Kronenstraße (1875)
  - Vierordtbad (1873)
  - Festhalle (1877)
  - Erbgroßherzogliches Palais (1891–1897, seit 1950 Bundesgerichtshof)
  - Wohnhaus Schmieder (1881–1884, seit 1900 Prinz-Max-Palais; Sitz des Bundesverfassungsgerichts 1951–1969)
  - Palais Bürklin (1874–1879)
  - Amtsgefängnis (1897)
  - Kunstgewerbeschule (1898–1901)
  - Großherzogliches Bezirksamt, heute Polizeirevier Karlsruhe-Marktplatz
- Mannheim
  - Gebäude der Oberrheinischen Versicherungsgesellschaft
- Überlingen
  - Amtsgericht (1892)
  - Amtsgefängnis (1892/93)
  - Katholisches Pfarrhaus (1889)

## Auszeichnungen
- 1877: Ritterkreuz I. Klasse des großherzoglich badischen Ordens vom Zähringer Löwen (1893 Kommandeur-Kreuz II. Klasse mit Eichenlaub)
- 1886: Dr. phil. honoris causa der Ruprecht-Karls-Universität Heidelberg und Ehrenbürgerwürde der Stadt Heidelberg
- Ernennung zum Geheimen Rat II. Klasse
- 1903: Doktor-Ingenieur Ehren halber der Technischen Hochschule (Berlin-)Charlottenburg
- Mitglied der Preußischen Akademie des Bauwesens
- Ernennung zum Ehrenburschen des Corps Bavaria Karlsruhe[3]